# 142 pr. n. št.

## Smrti
- Antioh VI. Epifan Dioniz, kralj Selevkidskega cesarstva (* okoli 148 pr. n. št.)